# Simpnäsklubb
Simpnäsklubb är en holme och en fyrplats (Simpnäsklubb 1:1) en sjömil norr om Simpnäs på Väddö i Stockholms skärgård.
Under 1760-talet uppfördes känningsbåkar av sten på Arholma, Simpnäsklubb (ön även kallad Skomakaren) och Högskär i Stockholms norra skärgård. År 1849 anhölll rikets ständer hos Kungl. Maj:t om uppförande av en ny fyr på den närbelägna Näskubben åren 1849–50. År 1868 föreslog lotsdirektören en mindre ledfyr på Simpnäsklubb för att utmärka skäret och underlätta angöringen av Näskubbens fyr. Båken på Simpnäsklubb revs när en fyrplats anlades där 1869, medan de andra på Arholma och Högskär finns kvar.
Den första fyren på Simpnäsklubb byggdes 1869 och satt då på fyrvaktarbostadens tak. Den nuvarande fyren började byggas 1943 och stod klar 1944. Den gamla fyrvaktarbostaden är numera riven, men den ursprungliga lanterninen finns bevarad på Björkö-Arholma Sjömannaförenings Museum i Simpnäs.
Simpnäsklubb brukar anses vara Stockholms skärgårds nordligaste utpost eftersom kusten norrut längst Väddö i stort sett saknar öar.
| Simpnäsklubb på 1950-talet innan den gamla fyrbyggnaden revs. |  | Lanterninen från den gamla fyren finns bevarad på Sjömannaförenings Museum i Simpnäs. |
| Simpnäsklubb på 1950-talet innan den gamla fyrbyggnaden revs. |  | Lanterninen från den gamla fyren finns bevarad på Sjömannaförenings Museum i Simpnäs. |